# 歌舞伎町ビデオ店爆破事件
歌舞伎町ビデオ店爆破事件（かぶきちょうビデオてんばくはじけん）とは2000年（平成12年）12月4日に発生した事件。

## 概要
2000年（平成12年）12月4日午後8時20分頃、新宿区歌舞伎町のビデオ店に火をつけた手製の爆弾が投げ込まれ、ビデオ店は爆発。店内には従業員の男1人と客1人いたが、店内に転がり込んできた黒い物体が音をたてているのに気付いて反射的に外に飛び出したため、人間への直接的被害はなかった。しかし、ビデオ店の壁や天井が崩れるなど、爆弾によって物理的被害が発生した。
その後、犯人は警察に出頭。犯人は栃木県岩舟町の高校2年の男子生徒（当時17歳）であり、祖父の散弾銃と実弾39発も所持していた。そのため、殺人未遂罪と銃刀法違反容疑で逮捕された。少年はガンマニアで、武器や軍事に関する関心は高かった。
事件発生時は少年犯罪が凶悪化した時期と言われたが、当時はナイフなど刃物による単純な凶行が多かった。しかし、爆弾を手製で製造して犯行に用いたり銃を携帯することは近年に無かったことであった。人への殺傷は無かったが、状況次第では大惨事になる可能性があった。
犯人は犯行動機について「むしゃくしゃして人をやっつけてやろうと思った」「人間をバラバラに壊したかった」「爆発物を爆発させた上で、集まった人たちを散弾銃で撃つつもりだった」「銃を撃てば良かったと思っている」などと供述した。
犯人は両親、祖父母と弟の6人家族。12月3日17時ごろ、「本屋に行く」と言って自宅を出た。その際に祖父が車の中に置いていた散弾銃と実弾を持ち出している。犯人はそのまま家に戻らなかったため、家族が12月4日20時過ぎに栃木警察署に捜索願を出していた。
2001年（平成13年）4月25日、宇都宮家裁栃木支部は「少年に責任能力があるのは明らか」としたが、「比較的長期間の矯正教育が必要」として中等少年院送致の保護処分を決定した。